# Heinz Lammerding
Heinz Lammerding (ur. 27 sierpnia 1905 w Dortmundzie, zm. 13 stycznia 1971 w Bad Tölz) – SS-Gruppenführer, dowódca 2 Dywizji Pancernej SS „Das Reich”, odpowiedzialny za masakrę ludności cywilnej w Tulle i Oradour-sur-Glane.

## Życiorys
W czasie II wojny światowej w stopniu Brigadeführera dowodził 2 Dywizją Pancerną SS „Das Reich”. Pełnił też funkcję szefa sztabu grupy armii „Weichsel” (Wisła).
Po zakończeniu wojny zamieszkał w Düsseldorfie i pracował w branży budowlanej jako przedsiębiorca. W 1953 przez francuski sąd w Bordeaux został skazany zaocznie na karę śmierci z powodu masakr w Tulle i Oradour-sur-Glane. W 1951 był jednym z założycieli (obok Seppa Dietricha, Gottloba Bergera i Huberta Gilla) związku byłych SS-manów (HIAG) i współwydawcą skrajnie prawicowych czasopism Der Freiwillige i Nation Europa, w których m.in. gloryfikowano działalność Waffen-SS.

### Masakra w Oradour-sur-Glane

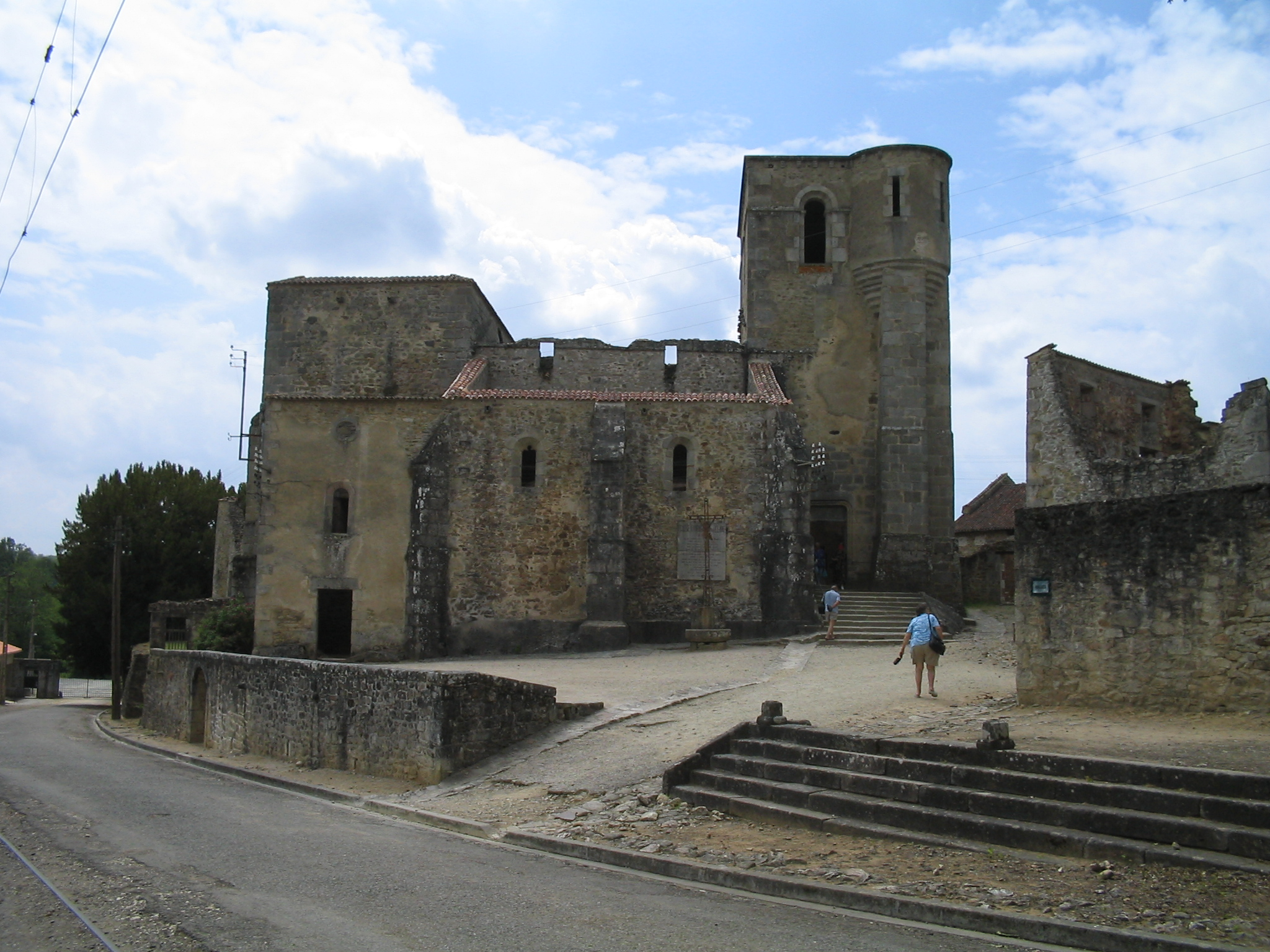
Kościół w Oradour-sur-Glane, świadek zbrodni wojennej dokonanej przez żołnierzy z dywizji dowodzonej przez Heinza Lammerdinga.

Lammerding odpowiedzialny jest za jedną z najgłośniejszych zbrodni Waffen-SS dokonanej na ludności cywilnej. Dowodzeni przez niego żołnierze z 2 Dywizji Pancernej SS „Das Reich” 10 czerwca 1944 w miasteczku Oradour-sur-Glane zamordowali 642 osoby, w tym 207 dzieci.
Kobiety wraz z dziećmi zostały zamknięte w kościele, który został podpalony. Przez okna żołnierze wrzucali granaty, a do próbujących uciekać strzelali z broni maszynowej.